# Lemešany
Lemešany (allemand : Lemesch) est un village de Slovaquie situé dans la région de Prešov.

## Histoire
Première mention écrite du village en 1289.

## Démographie

### Évolution de la population
| Année:               | 1994. | 2004.   | 2014.   | 2024.   |
| -------------------- | ----- | ------- | ------- | ------- |
| Nombre de personnes: | 1669  | 1781    | 1882    | 2046    |
| Différence:          |       | +6,71 % | +5,67 % | +8,71 % |

| Année:               | 2023. | 2024.   |
| -------------------- | ----- | ------- |
| Nombre de personnes: | 2043  | 2046    |
| Différence:          |       | +0,14 % |